# Bojan Kostreš
Bojan Kostreš (Zrenjanin, 25. kolovoza 1974.), srbijanski političar, bivši predsjednik Skupštine Vojvodine i trenutni predsjednik Lige socijaldemokrata Vojvodine.
Prije statusa predsjednika Skupštine Vojvodine, Kostreš je bio odbornik u skupštini općine Zrenjanin (1996. – 2000.) i poslanik u Narodnoj skupštini Srbije (2000. – 2003.).
Naslijedio ga je Šandor Egereši.